# 2021 في النمسا
الأحداث في سنة 2021 في النمسا.

## شاغلي المناصب

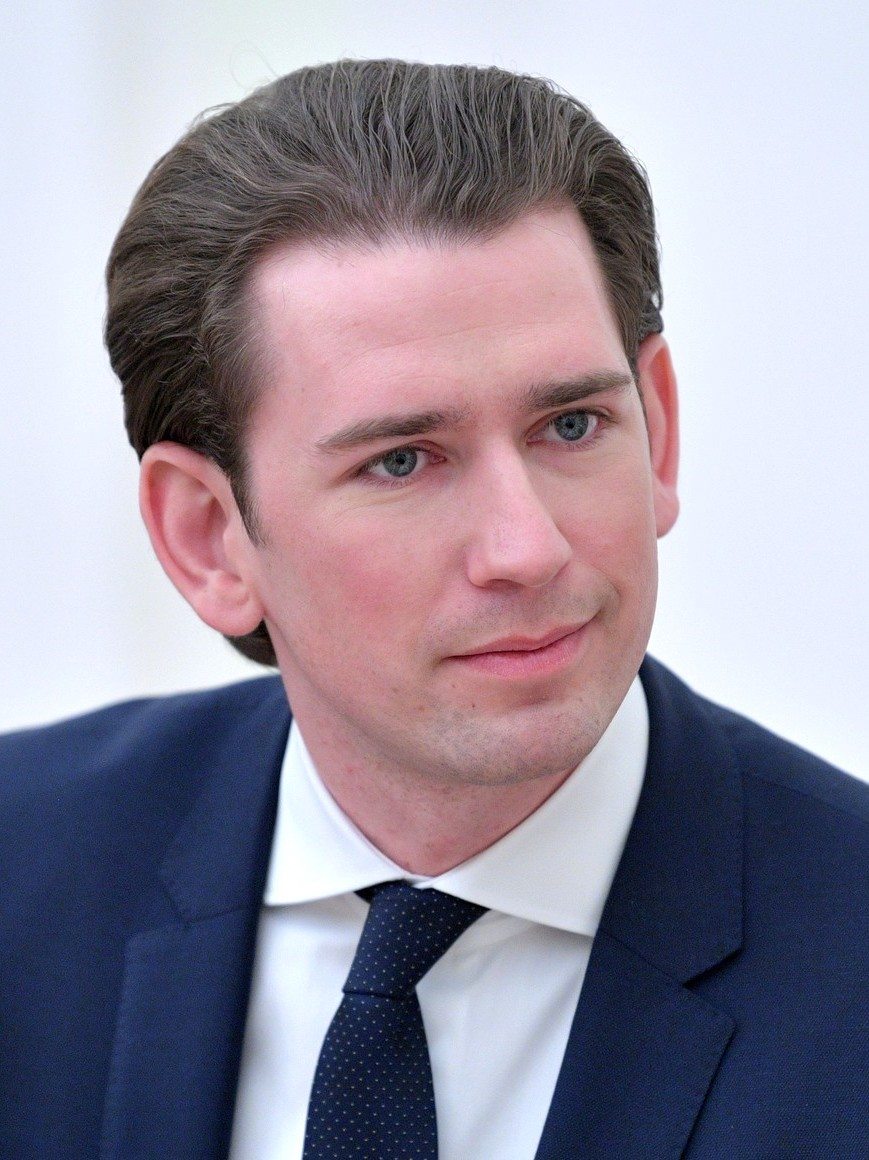
سيباستيان كورتس، المستشار

- الرئيس: ألكسندر فان دير بيلين (منذ 26 يناير 2017)
- المستشار:
  - سيباستيان كورتس (حتى 11 أكتوبر)
  - ألكسندر شالنبيرغ (من 11 أكتوبر) (حتى 6 ديسمبر)
  - كارل نيهامر (من 6 ديسمبر)

### المحافظون
- بورغنلاند: هانز بيتر دوسكوزيل
- كارينثيا: بيتر كايزر
- النمسا السفلى: جوانا ميكل لايتنر
- سالزبورغ : ويلفريد هاسلاور جونيور
- ستيريا: هيرمان شوتزينهوفر
- تيرول: غونتر بلاتر
- النمسا العليا: توماس ستيلزر
- فيينا: ميخائيل لودفيغ
- فورارلبرغ: ماركوس فالنر

## الأحداث

### جاري
- جائحة كوفيد-19 في النمسا

### سبتمبر
- 26 سبتمبر
  - أقيمت الانتخابات المحلية في غراتس عام 2021.[1]
  - أُجريت انتخابات ولاية النمسا العليا لعام  [لغات أخرى]‏ 2021. ويظل توماس ستيلزر, من حزب الشعب النمساوي, حاكمًا للولاية.

### أكتوبر
- 6 أكتوبر – وكلاء Central Prosecutorial Agency for Corruption and Economic Affairs [خطأ: تحقق من وسيط ورمز اللغة] (WKStA) داهمت المستشارية الاتحادية ومقر حزب الشعب النمساوي كجزء من تحقيق فساد يستهدف كورتز و"دائرته الداخلية".[2]
- 9 أكتوبر – استقال سيباستيان كورتس من منصب المستشار.[3]
- 11 أكتوبر - أقال الرئيس ألكسندر فان دير بيلين كورتز رسميًا من منصبه وعين وزير الخارجية آنذاك ألكسندر شالنبيرغ مستشارًا للنمسا.[4]

### نوفمبر
- 17 نوفمبر 2021 - الانتخابات المحلية في غراتس  [لغات أخرى]‏ : أصبحت إلكي كهر من الحزب الشيوعي النمساوي (KPÖ) أول رئيسة بلدية لمدينة غراتس وأول رئيسة بلدية شيوعية لمدينة في النمسا.[5]

### ديسمبر
- 6 ديسمبر – تشكيل حكومة نهامر.[6]

## حالات الوفاة

### يناير
- 1 يناير - تراود ديردورف, 73, سياسي نمساوي, عمدة مدينة فينر نويشتات (1997-2005) (و.1947).[7]
- 6 يناير - فرديناند كولاريك, 83, لاعب كرة قدم نمساوي (أدميرا فيينا، منتخب نمساوي) (و.1937).[8]
- 8 يناير – إيفا بادورا سكودا, 91 عامًا, عالمة موسيقى نمساوية (مواليد 1929).[9]
- 24 يناير – أرئيل براور, 92 عامًا, فنان نمساوي, أحد مؤسسي مدرسة فيينا للواقعية الرائعة  [لغات أخرى]‏ (مواليد 1929).[10]

### فبراير
- 25 فبراير – كلاوس إميريش, 92 عامًا, صحفي نمساوي, كوفيد-19 (مواليد 1928).[11]

### مارس
- 11 مارس – بيتر باتزاك  [لغات أخرى]‏, 76, مخرج أفلام نمساوي (كاسباخ – أين بورترات, وانفريد, شنغهاي 1937  [لغات أخرى]‏) وكاتب السيناريو (و. 1945).[12]

### أبريل
- 1 أبريل – هوغو بورتيش  [لغات أخرى]‏, 94 عامًا, صحفي وكاتب نمساوي (مواليد 1927).[13]
- 19 أبريل – رودولف برجر, 82 عامًا, فيلسوف نمساوي (مواليد 1938).[14]
- 20 أبريل - ألفريد تينيزر, 91, لاعب كرة قدم نمساوي (إس كيه رابيد فيينا، لاسك لينز، منتخب نمساوي) (و. 1929).[15]

### مايو
- 3 مايو
  - ألفونس آدم, 76 عامًا, محامٍ وسياسي نمساوي, مؤسس الحزب المسيحي النمساوي  [لغات أخرى]‏ (مواليد 1944).[16]
  - تاتيانا جامرييث  [لغات أخرى]‏, 102, رسامة وفنانة جرافيكية ألمانية نمساوية (مواليد 1919).[17]
- 19 مايو – هيلموت ووبفنر  [لغات أخرى]‏, 96 عامًا, جيولوجي نمساوي (مواليد 1924).[18]

### يونيو
- 3 يونيو – ويلفريد فيشتينجر, 70 عامًا, طبيب أمراض النساء النمساوي (مواليد 1950).[19]
- 4 يونيو - فريدريكه مايروكر, 96, شاعرة نمساوية (و. 1924).[20]

### يوليو
- 2 يوليو – هيلموت آشلي, 101, مصور سينمائي نمساوي (مبارزة مع الموت  [لغات أخرى]‏, ظلال بيضاء  [لغات أخرى]‏, الثعلب العجوز) (مواليد 1919).[21]
- 12 يوليو – إريك هاسينكوف  [لغات أخرى]‏, 86 عامًا, لاعب كرة قدم نمساوي (نادي فيينا الرياضي، المنتخب الوطني) (مواليد 1935).[22]
- 20 يوليو
  - إرنست فاسان  [لغات أخرى]‏, 94 عامًا, محامٍ نمساوي (مواليد 1926).[23]
  - إنجي جينسبيرج  [لغات أخرى]‏, 99 عامًا, مؤلفة ومغنية نمساوية سويسرية, تعاني من قصور في القلب (مواليد 1922).[24]
- 22 يوليو – بيتر ريهبيرج  [لغات أخرى]‏, موسيقي إلكتروني بريطاني المولد (KTL), أصيب بنوبة قلبية (مواليد 1968).[25]

### أغسطس
- 5 أغسطس – روجر لينارز  [لغات أخرى]‏, 96 عامًا, قس يسوعي نمساوي من أصل بلجيكي (مواليد 1925).[26]
- 9 أغسطس – بيتر ريختر دي رانجينير  [لغات أخرى]‏, 91 عامًا, ملحن وقائد أوركسترا نمساوي من أصل تشيكي (مواليد 1930).[27]
- 18 أغسطس – فرانز جوزيف ألتينبورج  [لغات أخرى]‏, 80 عامًا, فنان سيراميك ونحات نمساوي (مواليد 1941).[28]
- 21 أغسطس - رودولف إدلينجر  [لغات أخرى]‏, 81 عامًا, سياسي نمساوي ومدير تنفيذي لكرة القدم ووزير المالية (1997-2000) ورئيس نادي SK Rapid Wien (2001-2013) (مواليد 1941).[29]

### سبتمبر
- 9 سبتمبر
  - كاسبر إينيم  [لغات أخرى]‏, 73 عامًا, سياسي نمساوي, وزير الداخلية (1995-1997) والعلوم والمرور والفنون (1997-2000), عضو المجلس الوطني (2000-2007) (مواليد 1948).[30]
  - فيري راداكس  [لغات أخرى]‏, 89 عامًا, مخرج أفلام نمساوي (مواليد 1932).[31]

### أكتوبر
- 2 أكتوبر – هيرتا ستال  [لغات أخرى]‏, 91 عامًا, ممثلة نمساوية (السيدة الشابة الساحرة  [لغات أخرى]‏, أختي وأنا  [لغات أخرى]‏, حيث حفيف الغابات القديمة  [لغات أخرى]‏) (مواليد 1930).[32]
- 11 أكتوبر – لوكاس ديفيد, 87 عامًا, عازف كمان نمساوي (مواليد 1934).[33]
- 14 أكتوبر - تراودل ستارك  [لغات أخرى]‏, 91 عامًا, ممثلة طفلة نمساوية (حب الأم  [لغات أخرى]‏, ثعلب غلينارفون  [لغات أخرى]‏, العاطفة) (مواليد 1930).[34]
- 20 أكتوبر – هانز هاسلبوك  [لغات أخرى]‏, 93 عامًا, عازف أورغن وملحن نمساوي (مواليد 1928).[35]

### نوفمبر
- 9 نوفمبر – هربرت سالشر  [لغات أخرى]‏, 92 عامًا, سياسي نمساوي, وزير المالية (1981-1984) وعضو البرلمان (1983) (مواليد 1929).[36]
- 10 نوفمبر – أوتو بندل  [لغات أخرى]‏, 70 عامًا, سياسي نمساوي, عضو البرلمان (1998-2017) (مواليد 1951).[37]
- 12 نوفمبر - بول جلودوفاتز  [لغات أخرى]‏, 75 عامًا, مدير كرة قدم نمساوي (SV Ried، TSV Hartberg), كوفيد-19 (مواليد 1946).[38]
- 16 نوفمبر – ريناتي مان  [لغات أخرى]‏, 68 عامًا, سياسية نمساوية, عضو في برلمان النمسا العليا  [لغات أخرى]‏ (2008-2009) (مواليد 1953).[39]
- 28 نوفمبر – غونتر أوبرهوبر  [لغات أخرى]‏, 67 عامًا, لاعب هوكي الجليد الأولمبي النمساوي (مواليد 1954).[40]

### ديسمبر
- 5 ديسمبر – كريستين هايدجر  [لغات أخرى]‏, 79 عامًا, كاتبة نمساوية (مواليد 1942).[41]
- 6 ديسمبر – إلفريدي ستيورر  [لغات أخرى]‏, 96, عداءة أوليمبية نمساوية (و. 1924).[42]
- 9 ديسمبر
  - غونتر هادويغر  [لغات أخرى]‏, 72 عامًا, سياسي نمساوي (مواليد 1949).[43]
  - جيرترود جيسيرر  [لغات أخرى]‏, 77 عامًا, ممثلة نمساوية (إيفا, أنا وابنتي  [لغات أخرى]‏, تعلمت ذلك من الأب  [لغات أخرى]‏), حريق منزل (مواليد 1943).[44]
- 10 ديسمبر
  - كارين براكسمارير  [لغات أخرى]‏, 77 عامًا, سياسية نمساوية, مستشارة (1986-1996, 1999) (مواليد 1944).[45]
  - مارتن ستريميتزر  [لغات أخرى]‏, 93 عامًا, سياسي نمساوي, رئيس (1990) وعضو (1982-1992) في المجلس الاتحادي (مواليد 1928).[46]
- 16 ديسمبر – بيرت فراجنر  [لغات أخرى]‏, 80 عامًا, عالم إيرانيات نمساوي (مواليد 1941).[47]
- 31 ديسمبر – جيرترود بريسبورجر  [لغات أخرى]‏, 94 عامًا, ناجية نمساوية من الهولوكوست (ولدت عام 1927).[48]